# Евангелическо-лютеранская церковь Шлезвиг-Гольштейна
Евангелическо-лютеранская земельная церковь Шлезвиг-Гольштейна (нем. Die Evangelisch-Lutherische Landeskirche Schleswig-Holsteins) — земельная церковь, основанная в 1867 году и осуществлявшая свою деятельность в Королевстве Пруссия, Германской империи, Веймарской республике и нацистской Германии, а затем в Федеративной Республике Германии (с 1949).
В 1948 году евангелическо-лютеранская церковь Шлезвиг-Гольштейна стала одним из основателей Евангелической церкви Германии (EKD). Она также являлась составной частью Объединенной евангелическо-лютеранской церкви Германии (VELKD).
1 января 1977 года евангелическо-лютеранская церковь Шлезвиг-Гольштейна объединилась с евангелическо-лютеранской церковью в Любеке, евангелическо-лютеранской церковью в Гамбурге, евангелическо-лютеранской церковью в Ойтине и церковным районом Харбург евангелическо-лютеранской церкви Ганновера в Северно-Эльбскую евангелическо-лютеранскую церковь.

## История
Евангелическо-лютеранская земельная церковь Шлезвиг-Гольштейна возникла с распространением лютеранской конфессии на территориях, принадлежащих датскому королю, включая Шлезвиг и Гольштейн. В результате Фленсбургского диспута в 1529 году лютеранское учение стало широко распространено в Шлезвиг-Гольштейне. Во время диспута также было решено распространить Реформацию в Данию и ее южные герцогства. С вступлением на престол в 1534 году Кристиан III начал исполнять это решение. Церковный порядок Дании, в составлении которого участвовали семь священнослужителей из герцогства Шлезвиг, был принят в 1537 году. Первоначально предполагалось ввести его также в Шлезвиге и Гольштейне, но этому помешало сопротивление католического духовенства. Только после смерти последнего католического епископа Шлезвига Готтшалка фон Алефельдта 9 марта 1542 года в Рендсбурге был принят церковный порядок лютеранской церкви Шлезвига и Гольштейна, в соответствии с которым была учреждена земельная церковь Шлезвиг-Гольштейна.

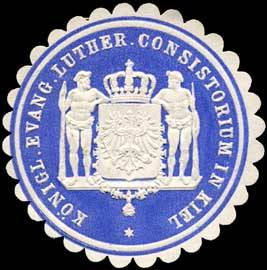
Печать кильской консистории

Шлезвиг и Гольштейн находились под датской юрисдикцией до XIX века. В 1867 году оба герцогства отошли к Пруссии. В 1867 году она создала земельную консисторию в Киле для созданной провинции Шлезвиг-Гольштейн. Таким образом, формально была основана евангелическо-лютеранская церковь провинции Шлезвиг-Гольштейн. Консисторию возглавлял светский президент. Однако главой церкви был соответственно Пруссии как summus episcopus. Духовными лидерами церкви были два генеральных суперинтенданта, позже епископы, Шлезвига (резиденция в Шлезвиге) и Гольштейна (резиденция в Киле), которые руководили двумя одноименными округами церкви.
После Первой мировой войны и ликвидации земельного церковного управления земельная церковь Шлезвиг-Гольштейна получила новую конституцию. Высшим органом земельной церкви стал земельный синод, который собирался примерно раз в год в Рендсбурге. Он избирал президента в качестве председателя и избирал руководство церкви и двух епископов. Консистория в Киле стала управлением земельной церкви и ее административным органом. Как и предыдущую консисторию, ее возглавлял президент.

## Область деятельности
Когда церковь была сформирована, она включала в себя территорию церковных диоцезов Шлезвиг и Гольштейн, которые были основаны в 1854 году, каждый из которых возглавлял епископ. Епископ Гольштейна Вильгельм Генрих Купманн продолжил церковную деятельность, епископ Шлезвига Ульрих Зехманн Бозен был отстранен от дел прусской оккупационной властью. Его преемником стал генеральный суперинтендант (сокращенно: Gen. Supt.).
Правительство и сословия герцогства Лауэнбург решили отказаться от свой государственности и 1 июля 1876 года объявили о присоединении своей территории к прусской провинции Шлезвиг-Гольштейн, где она образовала отдельный земельный округ. В этом герцогстве с 1531 года существовала независимая лютеранская церковь (церковный порядок был принят в 1585 года), возглавляемая суперинтендантом Альбертом Робертом Брёмелем в течение 1854—1885 годах, ее консистория располагалась в столице Лауэнбурга, Ратцебурге. В 1877 году она был включена в состав земельной церкви Шлезвиг-Гольштейна в качестве суперинтендантуры. Однако суперинтендант продолжал осуществлять и свои епископские права в своем округе соответственно. Это положение была закреплено со вступлением 1 ноября 1924 года в силу конституции от 30 сентября 1922 года путем переименования должности суперинтенданта в «земельного суперинтенданта Лауэнбурга».
В 1920 году лютеранские приходы в Северном Шлезвиге были отделены от земельной церкви и включены в лютеранский диоцез Рибе, а частично — к недавно созданному диоцезу Хадерслева. Некоторые приходы образуют лютеранскую свободную церковь северошлезвигской общины. Лютеранские общины в бывшем Вольном ганзейском городе Любек, в бывших гамбургских областях Гестхахт и Гросхансдорф, а также в бывшем ольденбургской «земельной части Любек» (бывшее княжество Любек), которые в 1937 году по закону о Большом Гамбурге одновременно находились в провинции Шлезвиг-Гольштейн, не принадлежали земельной церкви.
Лютеранские приходы в областях Гольштейна, которые вошли в Большой Гамбург в 1937 году, остались членами земельной церкви, как, например, в Альтоне и Вандсбеке. Лютеранские общины в Мекленбурге, которые вошли в Шлезвиг-Гольштейн в ноябре 1945 года по соглашению Барбера-Лященко, а затем и их части из-за усиливающейся изоляции восточной Германии первоначально находились под юрисдикцией земельной церкви.

### Президенты земельной консистории и земельного церковного управления в Киле
- 1868—1891: Фридрих Моммзен
- 1891—1903: Генрих Франц Халибэус
- 1904—1925: Отто Мюллер
- 1925—1936: Трауготт Фрайхерр фон Хайнце
- 1936—1943: Кристиан Киндер
- 1943—1954: Герберт Бюрке
- 1954—1964: Оскар Эфа
- 1964—1975: Эрих Граухайдинг
- 1975—1984: Хорст Гёльднер, с 1977 года президент Северо-Эльбского церковного управления

### Генеральные суперинтенданты и епископы Шлезвига
- 1864—1885: Генеральный суперинтендант Бертель Петерсен Годт
- 1886—1917: Генеральный суперинтендант Теодор Кафтан
- 1917—1925: Генеральный суперинтендант Петер Фридрих Петерсен (1856—1930)
- 1925—1933: Епископ Эдуард Фёлькель, свергнутый в 1933 году.
- 1933—1945: Земельный епископ Адальберт Паульзен, земельный епископ Шлезвиг-Гольштейна, сложил полномочия в 1945 году.
- 1947—1967: Епископ Рейнхард Вестер
- 1967—1978: Епископ Альфред Петерсен

### Генеральные суперинтенданты и епископы Гольштейна
- 1855—1871: Епископ Вильгельм Генрих Купманн (1814—1871) с центром в Альтоне
- 1871—1891: Генеральный суперинтендант Андреас Детлеф Йенсен (1826—1899) с центром в Киле
- 1891—1899: Генеральный суперинтендант Юстус Руперти (1833—1899)
- 1900—1912: Генеральный суперинтендант Эрнст Валлрот (1851—1912)
- 1912—1917: Генеральный суперинтендант Петер Фридрих Петерсен (1856—1930)
- 1917—1933: Адольф Мордхорст, первоначально генеральный суперинтендант, с 1924 года епископ, в 1933 отстранен от должности
- 1933—1945: Земельный епископ Адальберт Паульзен, земельный епископ Шлезвиг-Гольштейна, ушел в отставку в 1945 году.
- 1946—1964: Епископ Вильгельм Хальфманн
- 1964—1981: Гпископ Фридрих Хюбнер, с 1977 года епископ Гольштейн-Любека

В результате слияния в 1977 году епархия Гольштейна расформированной земельной церкви Шлезвиг-Гольштейна была изменена. Она была расширена за счет включения епархии Лауэнбурга, пробств евангелической церкви в Ойтине и евангелической церкви в Любеке, но была вынуждена уступить свои южные территории епархии Гамбурга. Ее новое название с 1977 по 2008 год — «Епархия Гольштейн-Любека». В 1979 году титул суперинтенданта Лауэнбурга был ликвидирован.

### Суперинтенданты и земельные суперинтенданты епархии Лауэнбурга
- 1854—1885: Альберт Роберт Брёмель, после включения земельной церкви Лауэнбурга в состав земельной церкви Шлезвиг-Гольштейна в 1877 году он продолжал возглавлять епархию Лауэнбурга в качестве суперинтенданта с правами епископа[4]
- 1885—1887: Вакантно
- 1887—1911: Франц Юрген Зольтау, суперинтендант
- 1911—1913: Теодор Валентинер, суперинтендант
- 1914—1944: Йоханнес Ланге, суперинтендант, с 1924 года земельный суперинтендант
- 1944—1959: Ганс Маттиссен (1895—1975), земельный суперинтендант
- 1959—1969: Эрнст Фишер (1903—1983), земельный суперинтендант
- 1970—1979: Иоахим Хойбах, земельный суперинтендант

### Земельные пробсты Южного Гольштейна
В ответ на быстрый рост населения в епархии Гамбурга после Второй мировой войны в 1962 году было создано пробство Южной Гольштейн как отдельная епархия с епископскими правами. Оно было упразднен в 1977 году в ходе формирования Северо-Эльбской церкви, а ее пробства/церковные районы были отнесены к новой епархии Гамбурга.
- 1962—1968: Карл Хассельманн, земельный пробст (исполнял обязанности до 1970 года)
- 1970—1977: Адольф Руппельт, пробст, исполнял обязанности земельного пробста

## Песенники
- Kirchen-Gesangbuch für das Herzogtum Lauenburg nebst einem Gebetbuche, Ratzeburg, eingeführt am 29. Dezember 1841
- Allgemeines Gesangbuch auf Königlichen allergnädigsten Befehl dem öffentlichen und häuslichen Gebrauche in den Gemeinen der Herzogthümer Schleswig und Holstein gewidmet, Altona 1780 (zahlreiche Auflagen bis ~1860)
- Evangelisch-lutherisches Gesangbuch der Provinz Schleswig-Holstein. Schleswig, ab 1883, spätere Auflagen mit einem Anhang Geistlicher Lieder
- Gesangbuch der Evangelisch-Lutherischen Landeskirche Schleswig-Holsteins, Einheitsgesangbuch der Evangelisch-lutherischen Landeskirchen in Schleswig-Holstein-Lauenburg, Hamburg, Mecklenburg-Schwerin, Lübeck, Mecklenburg-Strelitz, Eutin, Bordesholm, eingeführt 1930
- Evangelisches Kirchengesangbuch — Ausgabe für die Evangelisch-lutherischen Landeskirchen Schleswig-Holstein-Lauenburg, Hamburg, Lübeck und Eutin, Hamburg, ab 1950/53